# 대구현풍초등학교
대구현풍초등학교는 대한민국 대구광역시 달성군에 있는 초등학교이다.

## 연혁
- 1906년 4월 1일 사립구양학원 설립
- 1910년 9월 1일 현풍공립보통학교 인가
- 1938년 4월 1일 달남공립심상소학교로 개칭
- 1941년 4월 1일 달남공립국민학교로 개칭
- 1945년 10월 1일 현풍국민학교로 교명 개칭
- 1985년 3월 1일 병설유치원 설립
- 1994년 10월 25일 학교 연혁비 건립(총동창회)
- 1995년 3월 1일 대구시로 편입(대구현풍국민학교)
- 1996년 3월 1일 대구현풍초등학교로 개칭
- 1998년 3월 1일 본교 38(2)학급, 현남분교 3학급 편성
- 1998년 3월 1일 현남분교 편입
- 2007년 2월 28일 현남분교 통폐합
- 2010년 2월 28일 대구비슬초등학교 통폐합
- 2010-09-01 제24대 이재진 교장 취임
- 2015-02-13 제103회 졸업 70명(총 누계 15,524명)
- 2015-03-01 27학급(특수2) 편성